# Valeriana daphniflora
Valeriana daphniflora là một loài thực vật có hoa trong họ Kim ngân. Loài này được Hand.-Mazz. miêu tả khoa học đầu tiên năm 1934.